# نشانهٔ باستیان–برونس
نشانهٔ باستیان–برونس (انگلیسی: Bastian–Bruns sign) از دست رفتن تونوس ماهیچه‌ای و رفلکس‌های تاندونی عمقی در اندام تحتانی (پاها) در مبتلایان به قطع کامل عرضی طناب نخاعی در سطحی از بالاتر از بزرگ‌شدگی نخاعی (lumbar enlargement) است. این نشانهٔ پزشکی نامش را از هنری چارلتون باستیان و لودویگ برونس می‌گیرد.